# Ягов, Фридрих фон
Фридрих Вильгельм Христиан Людвиг фон Ягов (1771—1857) — прусский военачальник, генерал от инфантерии, участник Наполеоновских войн.

## Биография
Представитель старинного бранденбургского дворянского рода фон Ягов. Его старший брат Людвиг (1770—1825) был прусским генерал-майором.
В ноябре 1785 года поступил на прусскую военную службу капралом 18-го пехотного полка принца Пруссии, в 1787 году — прапорщик, в 1789 году — младший лейтенант, в 1798 году — лейтенант. С июля 1802 года — штабс-капитан 18-го пехотного полка, в августе 1804 года сопровождал принца Людвига Фердинанда Прусского на военном параде австрийской армии в Праге. В 1805 году стал адъютантом генерала фон Арнима.
В чине капитана участвовал в битве при Ауэрштедте во время кампании 1806 года против Наполеона. Под Пренцлау был взят в плен. После освобождения в 1807 года ему был присвоен чин майора и назначен командиром батальона пешей гвардии. С декабря 1809 года командовал гвардейским егерским батальоном, позже — инспектор Восточно-прусских егерских и силезских стрелковых батальонов.
В марте 1813 года назначен командиром 10-й пехотной бригады II-го армейского корпуса генерала Клейста. Отличился в сражении при Лютцене 2 мая 1813 года, где был ранен. Участник сражения при Бауцене.
С июня 1813 года — подполковник, участвовал в сражениях при Дрездене, под Кульмом и Битве народов.
С сентября 1813 года — полковник, в декабре 1813 года стал генерал-майором. В ходе Французской кампании 1814 года сражался под Реймсом и при взятии Парижа.
С 31 марта по 1 апреля 1814 года исполнял обязанности военного коменданта столицы Франции.
В апреле 1814 года получил назначение на должность командира 12-й бригады II-го корпуса. С марта 1815 года возглавлял бригаду прусских войск в герцогстве Берг в Рейнской области. Во время возвращения Наполеона во Францию (1815) был назначен командиром 3-й бригады I-го прусского корпуса генерала Цитена. Участник битвы при Линьи и Ватерлоо.
20 марта 1818 года — генерал-лейтенант, 5 сентября 1818 года — командир 8-й дивизии, с мая 1821 года — командир IV-го армейского корпуса.
30 марта 1832 года стал генералом от инфантерии. Позже — шеф 26-го пехотного полка.

## Награды
- Железный Крест 2-го класса (1813),
- Железный Крест 1-го класса (1813),
- Орден Красного Орла 3-го класса (1814)
- Орден «За заслуги» (Pour le Merite) с дубовыми листьями (1815),
- Орден Красного Орла 2-го класса (1815)[2]
- Орден Святого Георгия 4-го класса (1819),
- Орден Красного Орла 1-го класса (1825),
- Орден Чёрного Орла (1833),
- Почётный гражданин города Эрфурта (1825)
- Почётный гражданин города Магдебург (1835)